# Campeonato Sul-Americano de Corta-Mato de 2004
O 19º Campeonato Sul-Americano de Corta-Mato de 2004 foi realizado em Macaé, no Brasil, entre os dias 14 e 15 de fevereiro de 2004. Participaram da competição 89 atletas de dez nacionalidades. Na categoria sênior masculino Byron Piedra do Equador levou o ouro, e na categoria sênior feminino Maria Lúcia Alves Vieira do Brasil levou o ouro. 

## Medalhistas
Esses foram os campeões da competição. 
| Evento                                  | Ouro                              | Ouro  | Prata                                | Prata | Bronze                               | Bronze |
| --------------------------------------- | --------------------------------- | ----- | ------------------------------------ | ----- | ------------------------------------ | ------ |
| Individual                              |                                   |       |                                      |       |                                      |        |
| Masculino sênior (12 km)                | Byron Piedra · Equador            | 36:44 | Juan Osvaldo Suárez · Argentina      | 36:50 | Claudir Rodrigues · Brasil           | 36:53  |
| Masculino sênior curta distância (4 km) | Juan Osvaldo Suárez · Argentina   | 11:26 | Byron Piedra · Equador               | 11:27 | Celso Ficagna · Brasil               | 11:29  |
| Masculino júnior (8 km)                 | Jhon Cusi · Peru                  | 25:10 | Gilialdo Koball · Brasil             | 25:40 | Enzo Yañez · Chile                   | 25:49  |
| Masculino juvenil (4 km)                | Felipe dos Santos Prado · Brasil  | 12:49 | Luís Felipe Leite Barbosa · Brasil   | 13:03 | Jean Pierre Campos Ferrugem · Brasil | 13:08  |
| Feminino sênior (8 km)                  | Maria Lúcia Alves Vieira · Brasil | 28:32 | Elena Guerra · Uruguai               | 28:42 | Roxana Preussler · Argentina         | 29:08  |
| Feminino sênior curta distância (4 km)  | Susana Rebolledo · Chile          | 13:35 | Rosa Apaza · Bolívia                 | 13:39 | Elena Guerra · Uruguai               | 13:44  |
| Feminino júnior (6 km)                  | Inés Melchor · Peru               | 21:43 | Michele Cristina das Chagas · Brasil | 21:54 | Vianka Pereira · Bolívia             | 22:32  |
| Feminino juvenil (3 km)                 | Sabine Letícia Heitling · Brasil  | 10:24 | Michele Cristina das Chagas · Brasil | 10:41 | Gerlane Iara da Silva · Brasil       | 11:10  |
| Equipe                                  |                                   |       |                                      |       |                                      |        |
| Masculino sênior                        | Equador                           | 16    | Brasil                               | 19    | Argentina                            | 25     |
| Masculino sênior curta distância        | Equador                           | 16    | Argentina                            | 17    | Brasil                               | 18     |
| Masculino júnior                        | Brasil                            | 6     |                                      |       |                                      |        |
| Masculino juvenil                       | Brasil                            | 6     |                                      |       |                                      |        |
| Feminino sênior                         | Brasil                            | 10    | Argentina                            | 11    | Paraguai                             | 24     |
| Feminino sênior curta distância         | Argentina                         | 9     | Brasil                               | 12    | Paraguai                             | 24     |
| Feminino júnior                         | Brasil                            | 6     |                                      |       |                                      |        |
| Feminino juvenil                        | Brasil                            | 6     |                                      |       |                                      |        |

## Resultados da corrida

### Masculino sênior (12 km)
Individual
| Posição           | Atleta                   | Nacionalidade | Tempo |
| ----------------- | ------------------------ | ------------- | ----- |
| Medalha de ouro   | Byron Piedra             | Equador       | 36:44 |
| Medalha de prata  | Juan Osvaldo Suárez      | Argentina     | 36:50 |
| Medalha de bronze | Claudir Rodrigues        | Brasil        | 36:53 |
| 4                 | Jonathan Monje           | Chile         | 36:56 |
| 5                 | Reynaldo Ramírez         | Peru          | 37:08 |
| 6                 | Wellington Correia Fraga | Brasil        | 37:12 |
| 7                 | Jorge Cabrera            | Paraguai      | 37:23 |
| 8                 | Edgar Chancusig          | Equador       | 37:38 |
| 9                 | Richard Arias            | Equador       | 38:19 |
| 10                | Patricio Contreras       | Chile         | 38:34 |
| 11                | Miguel Angel Bárzola     | Argentina     | 38:34 |
| 12                | Gustavo Caurio           | Brasil        | 38:44 |
| 13                | Alejandro Semprún        | Venezuela     | 39:25 |
| 14                | César Pilaluisa          | Equador       | 39:27 |
| 15                | Ulises Sanguinetti       | Argentina     | 39:40 |
| 16                | Ernesto Zamora           | Uruguai       | 39:55 |
| 17                | Robinson Pérez           | Venezuela     | 40:02 |
| 18                | Vasmiro Alves            | Brasil        | 40:30 |
| 19                | Sebastián Pino           | Chile         | 40:40 |
| 20                | Sergio Lobos             | Chile         | 41:15 |
| 21                | Orlando Sandoval         | Venezuela     | 41:50 |
| 22                | Nelson Zamora            | Uruguai       | 42:30 |
| 23                | Gustavo López            | Paraguai      | 42:56 |
| 24                | César Herrera            | Paraguai      | 43:10 |
| 25                | Valentín Valdovinos      | Paraguai      | 51:00 |
| —                 | Gilson Vieira da Silva   | Brasil        | DNF   |
| —                 | Enicio Pereira Maximiano | Brasil        | DNF   |
| —                 | César Troncoso           | Argentina     | DNF   |
| —                 | Manuel Bellorín          | Venezuela     | DNF   |

Equipe
| Byron Piedra      | 1     |
| Edgar Chancusig   | 7     |
| Richard Arias     | 8     |
| (César Pilaluisa) | (n/s) |

| Claudir Rodrigues          | 3     |
| Wellington Correia Fraga   | 5     |
| Gustavo Caurio             | 11    |
| (Vasmiro Alves)            | (n/s) |
| (Gilson Vieira da Silva)   | (DNF) |
| (Enicio Pereira Maximiano) | (DNF) |

| Juan Osvaldo Suárez  | 2     |
| Miguel Angel Bárzola | 10    |
| Ulises Sanguinetti   | 13    |
| (César Troncoso)     | (DNF) |

| Jonathan Monje     | 4     |
| Patricio Contreras | 9     |
| Sebastián Pino     | 15    |
| (Sergio Lobos)     | (n/s) |

| Jorge Cabrera         | 6     |
| Gustavo López         | 17    |
| César Herrera         | 18    |
| (Valentín Valdovinos) | (n/s) |

| Alejandro Semprún | 12    |
| Robinson Pérez    | 14    |
| Orlando Sandoval  | 16    |
| (Manuel Bellorín) | (DNF) |

* Nota: Os atletas entre parênteses não pontuaram para o resultado da equipe.

### Masculino sênior de curta distancia (4 km)
Individual
| Posição           | Atleta                     | Nacionalidade | Tempo |
| ----------------- | -------------------------- | ------------- | ----- |
| Medalha de ouro   | Juan Osvaldo Suárez        | Argentina     | 11:26 |
| Medalha de prata  | Byron Piedra               | Equador       | 11:27 |
| Medalha de bronze | Celso Ficagna              | Brasil        | 11:29 |
| 4                 | Emerson Jose de Souza      | Brasil        | 11:32 |
| 5                 | Jonathan Monje             | Chile         | 11:37 |
| 6                 | Richard Arias              | Equador       | 11:44 |
| 7                 | César Troncoso             | Argentina     | 11:48 |
| 8                 | Edgar Chancusig            | Equador       | 11:53 |
| 9                 | Miguel Angel Bárzola       | Argentina     | 11:56 |
| 10                | Alejandro Semprún          | Venezuela     | 11:57 |
| 11                | César Pilaluisa            | Equador       | 11:58 |
| 12                | Fabiano Peçanha            | Brasil        | 12:03 |
| 13                | Sergio Lobos               | Chile         | 12:06 |
| 14                | Manuel Bellorín            | Venezuela     | 12:08 |
| 15                | Jorge Cabrera              | Paraguai      | 12:09 |
| 16                | Patricio Contreras         | Chile         | 12:13 |
| 17                | Ernesto Zamora             | Uruguai       | 12:13 |
| 18                | Gustavo Caurio             | Brasil        | 12:13 |
| 19                | Robinson Pérez             | Venezuela     | 12:14 |
| 20                | Ulises Sanguinetti         | Argentina     | 12:18 |
| 21                | Sebastián Pino             | Chile         | 12:21 |
| 22                | Orlando Sandoval           | Venezuela     | 12:23 |
| 23                | Márcio Ribeiro da Silva    | Brasil        | 12:54 |
| 24                | Vinícius José Campos Lopes | Brasil        | 12:59 |
| 25                | Gustavo López              | Paraguai      | 13:03 |
| 26                | César Hererra              | Paraguai      | 13:39 |
| 27                | Valentín Valdovinos        | Paraguai      | 13:49 |

Equipe
| Byron Piedra      | 2     |
| Richard Arias     | 6     |
| Edgar Chancusig   | 8     |
| (César Pilaluisa) | (n/s) |

| Juan Osvaldo Suárez  | 1     |
| César Troncoso       | 7     |
| Miguel Angel Bárzola | 9     |
| (Ulises Sanguinetti) | (n/s) |

| Celso Ficagna                | 3     |
| Emerson Jose de Souza        | 4     |
| Fabiano Peçanha              | 11    |
| (Gustavo Caurio)             | (n/s) |
| (Márcio Ribeiro da Silva)    | (n/s) |
| (Vinícius José Campos Lopes) | (n/s) |

| Jonathan Monje     | 5     |
| Sergio Lobos       | 12    |
| Patricio Contreras | 15    |
| (Sebastián Pino)   | (n/s) |

| Alejandro Semprún  | 10    |
| Manuel Bellorín    | 13    |
| Robinson Pérez     | 16    |
| (Orlando Sandoval) | (n/s) |

| Jorge Cabrera         | 14    |
| Gustavo López         | 17    |
| César Hererra         | 18    |
| (Valentín Valdovinos) | (n/s) |

* Nota: Os atletas entre parênteses não pontuaram para o resultado da equipe.

### Masculino júnior (8 km)
Individual
| Posição           | Atleta                         | Nacionalidade | Tempo |
| ----------------- | ------------------------------ | ------------- | ----- |
| Medalha de ouro   | Jhon Cusi                      | Peru          | 25:10 |
| Medalha de prata  | Gilialdo Koball                | Brasil        | 25:40 |
| Medalha de bronze | Enzo Yañez                     | Chile         | 25:49 |
| 4                 | Éder Uillian Oliveira da Silva | Brasil        | 26:16 |
| 5                 | João Augusto Stingelin         | Brasil        | 26:24 |
| 6                 | Alison Vieira Gonçalves        | Brasil        | 26:28 |
| 7                 | Marcelo Barbosa de Souza       | Brasil        | 26:48 |
| 8                 | Germán Pinilla                 | Colômbia      | 27:06 |
| 9                 | Pablo Mena                     | Chile         | 27:32 |
| 10                | Gilfran das Chagas Rodrigues   | Brasil        | 28:13 |
| 11                | Aldo Franco                    | Paraguai      | 29:02 |

Equipe
| Posição                        | Equipe | Pontos |
| ------------------------------ | --- | ------ |
| Medalha de ouro                | Brasil · \| Gilialdo Koball \| 1 \| \| Éder Uillian Oliveira da Silva \| 2 \| \| João Augusto Stingelin \| 3 \| \| (Alison Vieira Gonçalves) \| (n/s) \| \| (Marcelo Barbosa de Souza) \| (n/s) \| \| (Gilfran das Chagas Rodrigues) \| (n/s) \| | 6      |
| Gilialdo Koball                | 1 |        |
| Éder Uillian Oliveira da Silva | 2 |        |
| João Augusto Stingelin         | 3 |        |
| (Alison Vieira Gonçalves)      | (n/s) |        |
| (Marcelo Barbosa de Souza)     | (n/s) |        |
| (Gilfran das Chagas Rodrigues) | (n/s) |        |

* Nota: Os atletas entre parênteses não pontuaram para o resultado da equipe.

### Masculino juvenil (4 km)
Individual
| Posição           | Atleta                           | Nacionalidade | Tempo |
| ----------------- | -------------------------------- | ------------- | ----- |
| Medalha de ouro   | Felipe dos Santos Prado          | Brasil        | 12:49 |
| Medalha de prata  | Luís Felipe Leite Barbosa        | Brasil        | 13:03 |
| Medalha de bronze | Jean Pierre Campos Ferrugem      | Brasil        | 13:08 |
| 4                 | Miguel Angel Soto                | Chile         | 13:24 |
| 5                 | Diego Koball                     | Brasil        | 13:33 |
| 6                 | Adão Marcelo Ferreira dos Santos | Brasil        | 13:47 |
| 7                 | Aldo Franco                      | Paraguai      | 14:10 |

Equipe
| Posição                            | Equipe | Pontos |
| ---------------------------------- | --- | ------ |
| Medalha de ouro                    | Brasil · \| Felipe dos Santos Prado \| 1 \| \| Luís Felipe Leite Barbosa \| 2 \| \| Jean Pierre Campos Ferrugem \| 3 \| \| (Diego Koball) \| (n/s) \| \| (Adão Marcelo Ferreira dos Santos) \| (n/s) \| | 6      |
| Felipe dos Santos Prado            | 1 |        |
| Luís Felipe Leite Barbosa          | 2 |        |
| Jean Pierre Campos Ferrugem        | 3 |        |
| (Diego Koball)                     | (n/s) |        |
| (Adão Marcelo Ferreira dos Santos) | (n/s) |        |

* Nota: Os atletas entre parênteses não pontuaram para o resultado da equipe.

### Feminino sênior (8 km)
Individual
| Posição           | Atleta                   | Nacionalidade | Tempo |
| ----------------- | ------------------------ | ------------- | ----- |
| Medalha de ouro   | Maria Lúcia Alves Vieira | Brasil        | 28:32 |
| Medalha de prata  | Elena Guerra             | Uruguai       | 28:42 |
| Medalha de bronze | Roxana Preussler         | Argentina     | 29:08 |
| 4                 | Elizabete Ferreira Cruz  | Brasil        | 29:15 |
| 5                 | Rosa Apaza               | Bolívia       | 29:41 |
| 6                 | Raquel Maraviglia        | Argentina     | 30:32 |
| 7                 | Karina Córdoba           | Argentina     | 30:54 |
| 8                 | Giovanna Rodrigues Costa | Brasil        | 32:07 |
| 9                 | Adriana Maria Serafin    | Brasil        | 32:36 |
| 10                | Ana Paula Díaz           | Uruguai       | 33:59 |
| 11                | Carmen Moral             | Paraguai      | 34:12 |
| 12                | Lilian López             | Paraguai      | 35:11 |
| 13                | Ana Sandoval             | Paraguai      | 38:46 |
| —                 | María Peralta            | Argentina     | DNF   |
| —                 | Queila Maria de Jesus    | Brasil        | DNF   |

Equipe
| Maria Lúcia Alves Vieira | 1     |
| Elizabete Ferreira Cruz  | 3     |
| Giovanna Rodrigues Costa | 6     |
| (Adriana Maria Serafin)  | (n/s) |
| (Queila Maria de Jesus)  | (DNF) |

| Roxana Preussler  | 2     |
| Raquel Maraviglia | 4     |
| Karina Córdoba    | 5     |
| (María Peralta)   | (DNF) |

| Carmen Moral | 7 |
| Lilian López | 8 |
| Ana Sandoval | 9 |

* Nota: Os atletas entre parênteses não pontuaram para o resultado da equipe.

### Feminino sênior de curta distância (4 km)
Individual
| Posição           | Atleta                       | Nacionalidade | Tempo |
| ----------------- | ---------------------------- | ------------- | ----- |
| Medalha de ouro   | Susana Rebolledo             | Chile         | 13:35 |
| Medalha de prata  | Rosa Apaza                   | Bolívia       | 13:39 |
| Medalha de bronze | Elena Guerra                 | Uruguai       | 13:44 |
| 4                 | Maria Lúcia Alves Vieira     | Brasil        | 13:47 |
| 5                 | Roxana Preussler             | Argentina     | 13:48 |
| 6                 | María de los Ángeles Peralta | Argentina     | 13:49 |
| 7                 | Raquel Maraviglia            | Argentina     | 13:49 |
| 8                 | Elizabete Ferreira Cruz      | Brasil        | 14:05 |
| 9                 | Gisele Barros de Jesus       | Brasil        | 14:37 |
| 10                | Giovanna Rodrigues Costa     | Brasil        | 14:44 |
| 11                | Magda Margarete Azevedo      | Brasil        | 14:54 |
| 12                | Adriana Maria Serafin        | Brasil        | 15:12 |
| 13                | Ana Paula Díaz               | Uruguai       | 15:37 |
| 14                | Carmen Moral                 | Paraguai      | 15:56 |
| 15                | Lilian Nuñez                 | Paraguai      | 17:01 |
| 16                | Ana Sandoval                 | Paraguai      | 18:28 |
| —                 | Karina Córdoba               | Argentina     | DNF   |

Equipe
| Roxana Preussler             | 2     |
| María de los Ángeles Peralta | 3     |
| Raquel Maraviglia            | 4     |
| (Karina Córdoba)             | (DNF) |

| Maria Lúcia Alves Vieira   | 1     |
| Elizabete Ferreira Cruz    | 5     |
| Gisele Barros de Jesus     | 6     |
| (Giovanna Rodrigues Costa) | (n/s) |
| (Magda Margarete Azevedo)  | (n/s) |
| (Adriana Maria Serafin)    | (n/s) |

| Carmen Moral | 7 |
| Lilian Nuñez | 8 |
| Ana Sandoval | 9 |

* Nota: Os atletas entre parênteses não pontuaram para o resultado da equipe.

### Feminino júnior (6 km)
Individual
| Posição           | Atleta                        | Nacionalidade | Tempo |
| ----------------- | ----------------------------- | ------------- | ----- |
| Medalha de ouro   | Inés Melchor                  | Peru          | 21:43 |
| Medalha de prata  | Michele Cristina das Chagas   | Brasil        | 21:54 |
| Medalha de bronze | Vianka Pereira                | Bolívia       | 22:32 |
| 4                 | Sabine Leticia Heitling       | Brasil        | 22:35 |
| 5                 | Gina Paola García             | Colômbia      | 23:04 |
| 6                 | Cristiane da Silva Oliveira   | Brasil        | 23:16 |
| 7                 | Edna Kaline de Oliveira Souza | Brasil        | 23:19 |
| 8                 | Isabel Lobos                  | Chile         | 23:50 |
| 9                 | Elizabeth Choquevillca        | Bolívia       | 24:04 |
| 10                | Iris Ribeiro do Nascimento    | Brasil        | 24:33 |
| 11                | Viviana Freitas               | Paraguai      | 25:18 |
| —                 | Zenaide Vieira                | Brasil        | DNF   |

Equipe
| Posição                         | Equipe | Pontos |
| ------------------------------- | --- | ------ |
| Medalha de ouro                 | Brasil · \| Michele Cristina das Chagas \| 1 \| \| Sabine Leticia Heitling \| 2 \| \| Cristiane da Silva Oliveira \| 3 \| \| (Edna Kaline de Oliveira Souza) \| (n/s) \| \| (Iris Ribeiro do Nascimento) \| (n/s) \| \| (Zenaide Vieira) \| (DNF) \| | 6      |
| Michele Cristina das Chagas     | 1 |        |
| Sabine Leticia Heitling         | 2 |        |
| Cristiane da Silva Oliveira     | 3 |        |
| (Edna Kaline de Oliveira Souza) | (n/s) |        |
| (Iris Ribeiro do Nascimento)    | (n/s) |        |
| (Zenaide Vieira)                | (DNF) |        |

* Nota: Os atletas entre parênteses não pontuaram para o resultado da equipe.

### Feminino juvenil (3 km)
Individual
| Posição           | Atleta                                     | Nacionalidade | Tempo |
| ----------------- | ------------------------------------------ | ------------- | ----- |
| Medalha de ouro   | Sabine Letícia Heitling                    | Brasil        | 10:24 |
| Medalha de prata  | Michele Cristina das Chagas                | Brasil        | 10:41 |
| Medalha de bronze | Gerlane Iara da Silva                      | Brasil        | 11:10 |
| 4                 | Cynthia Ubilla                             | Chile         | 11:31 |
| 5                 | Thandara Regina Coutinho de Freitas Santos | Brasil        | 11:43 |
| 6                 | Maristela Aparecida da Cunha               | Brasil        | 12:00 |
| 7                 | Marciane Simões                            | Brasil        | 12:44 |

Equipe
| Posição                                      | Equipe | Pontos |
| -------------------------------------------- | --- | ------ |
| Medalha de ouro                              | Brasil · \| Sabine Letícia Heitling \| 1 \| \| Michele Cristina das Chagas \| 2 \| \| Gerlane Iara da Silva \| 3 \| \| (Thandara Regina Coutinho de Freitas Santos) \| (n/s) \| \| (Maristela Aparecida da Cunha) \| (n/s) \| \| (Marciane Simões) \| (n/s) \| | 6      |
| Sabine Letícia Heitling                      | 1 |        |
| Michele Cristina das Chagas                  | 2 |        |
| Gerlane Iara da Silva                        | 3 |        |
| (Thandara Regina Coutinho de Freitas Santos) | (n/s) |        |
| (Maristela Aparecida da Cunha)               | (n/s) |        |
| (Marciane Simões)                            | (n/s) |        |

* Nota: Os atletas entre parênteses não pontuaram para o resultado da equipe.

## Quadro de medalhas (não oficial)
| Ordem | País      | Medalha de ouro | Medalha de prata | Medalha de bronze | Total |
| ----- | --------- | --------------- | ---------------- | ----------------- | ----- |
| 1     | Brasil    | 8               | 6                | 5                 | 19    |
| 2     | Equador   | 3               | 1                | 0                 | 4     |
| 3     | Argentina | 2               | 3                | 2                 | 7     |
| 4     | Peru      | 2               | 0                | 0                 | 2     |
| 5     | Chile     | 1               | 0                | 1                 | 2     |
| 6     | Bolívia   | 0               | 1                | 1                 | 2     |
| 6     | Uruguai   | 0               | 1                | 1                 | 2     |
| 8     | Paraguai  | 0               | 0                | 2                 | 2     |
|       | TOTAL     | 16              | 12               | 12                | 40    |

* Nota: O total de medalhas incluem  as competições individuais e de equipe, com medalhas na competição por equipe contando como uma medalha.

## Participação
De acordo com uma contagem não oficial, participaram 89 atletas de 10 nacionalidades.
| - Argentina (8) - Bolívia (3) - Brasil (40) - Chile (10) | - Colômbia (2) - Equador (4) - Paraguai (11) | - {{flagcountry\|PER} (3) - Uruguai (4) - Venezuela (4) |